# Jade Bailey
Jade Bailey (sinh ngày 10 Tháng 6 năm 1983) là một vận động viên chạy nước rút người thi đấu quốc tế cho Barbados. Bailey sống ở Barbados và được huấn luyện bởi Keith Thornhill.
Cô đã giành huy chương đồng trong 200 mét tại Đại hội Thể thao Trung Mỹ và Caribe năm 2006. Bailey đã thi đấu trong một số lần ở châu Âu giữa năm 2007 và 2009.
Bailey đại diện cho Barbados tại Thế vận hội mùa hè 2008 ở Bắc Kinh. Cô thi đấu ở chặng nước rút 100 mét và đứng thứ hai về đường chạy vòng một của mình sau Yevgeniya Polyakova trong thời gian 11,24 giây. Cô đủ điều kiện cho vòng thứ hai nhưng bị loại không đủ điều kiện cho vòng bán kết vì thời gian 11,67 của cô là lần thứ tám của cuộc đua của cô. Năm 2009, cô đại diện cho Barbados tại Giải vô địch thế giới IAAF trong sự kiện 200m mà cô giữ kỷ lục quốc gia là 22,91 giây.
Cô là thành viên của câu lạc bộ điền kinh Fenerbahçe SK ở Thổ Nhĩ Kỳ.